# Rossa Caputo
Arianna Rossa Caputo (Roma, 28 agosto 1992) è una doppiatrice, direttrice del doppiaggio e dialoghista italiana.

## Biografia
La sua è una famiglia di doppiatori: è figlia maggiore della doppiatrice Fiamma Izzo, il doppiatore Renato Izzo era suo nonno, le doppiatrici Rossella, Simona e Giuppy Izzo sono sue zie, mentre i doppiatori Myriam Catania, Francesco Venditti, Giulia Catania, Nike Pucci ed Alessandro Mottini sono suoi cugini. Ha due sorelle minori, Lilian Caputo ed Anita Valenzi, anch'esse doppiatrici. È inoltre nipote del cantautore Antonello Venditti
Ha partecipato al suo primo doppiaggio di una certa importanza nel 2003, per il film d'animazione Koda, fratello orso, nel cui cast erano presenti la madre e il nonno materno Renato Izzo. Negli anni, ha doppiato numerosi ruoli da protagonista in film e serie televisive, sia recitati che d'animazione e ha doppiato tanti personaggi come Merida in Ribelle - The Brave e Ralph spacca internet, GoGo Tomago in Big hero 6, Margo nei tre film di Cattivissimo me e Charlie Stella del Mattino nella serie animata statunitense Hazbin Hotel. È comparsa in serie TV e film, tra i quali Vite strozzate e A.A.A.Achille. Tra le attrici doppiate vanno segnalate Juno Temple, Dakota Johnson, Florence Pugh, Saoirse Ronan, Mackenzie Davis, Olivia Cooke, Laura Harrier e molte altre.

## Doppiaggio

### Film
- Juno Temple in Espiazione, I tre moschettieri, Il cavaliere oscuro - Il ritorno, Via dalla pazza folla, Black Mass - L'ultimo gangster, Unsane, La donna più odiata d'America
- Dakota Johnson in Cinquanta sfumature di grigio, A Bigger Splash, Single ma non troppo, 7 sconosciuti a El Royale, Suspiria
- Florence Pugh in Piccole donne, Don't Worry Darling, Oppenheimer, Dune - Parte due, We Live in Time - Tutto il tempo che abbiamo
- Dakota Fanning in 24 ore, Franny, American Pastoral
- Shailene Woodley in Colpa delle stelle, The Spectacular Now
- Saoirse Ronan in Lady Bird, Maria regina di Scozia
- Britt Robertson in Tomorrowland - Il mondo di domani, Books of Blood, Girlboss
- Zoey Deutch in Proprio lui?, Not Okay, Giurato numero 2
- Mackenzie Davis in Sopravvissuto - The Martian, Terminator - Destino oscuro
- Sophie Turner in X-Men - Apocalisse, X-Men: Dark Phoenix
- Keke Palmer in Rapita - Il dramma di Carlina White, Il blindato dell'amore
- Elle Fanning in Mary Shelley - Un amore immortale
- Kaya Scodelario in Pirati dei Caraibi - La vendetta di Salazar
- Cara Delevingne in Città di carta, Anna Karenina
- Jodie Comer in Free Guy - Eroe per gioco
- Olivia Cooke in Amiche di sangue
- Taissa Farmiga in Nella valle della violenza, What They Had
- Addison Timlin in Fallen
- Zazie Beetz in High Flying Bird
- Zendaya in The Greatest Showman
- Laura Harrier in Spider-Man: Homecoming
- Eiza González in Alita - Angelo della battaglia
- Gabriella Wilde in Un amore senza fine
- Sophia Taylor Ali in Obbligo o verità
- Hera Hilmar in Macchine mortali
- Grace Van Patten in The Meyerowitz Stories
- Sarah Bolger in The Lazarus Effect
- Rebel Wilson in Notte al museo - Il segreto del faraone
- Lauren McCrostie in Miss Peregrine - La casa dei ragazzi speciali
- Katie Chang in Bling Ring
- Lucy Boynton in Assassinio sull'Orient Express
- Odeya Rush in The Giver - Il mondo di Jonas, Caro dittatore
- Lola Kirke in Mistress America
- Cassidy Gifford in The Gallows - L'esecuzione
- Eve Hewson in Il ponte delle spie
- Madison Davenport in Noah
- Camila Mendes in Upgraded - Amore, arte e bugie, Musica
- Skye McCole Bartusiak in Don't Say a Word
- Jessica McManus in A Serious Man
- Alexia Fast in Jack Reacher - La prova decisiva
- Laura Monaghan in La generazione rubata
- Margaux Fabre in Il medico di campagna
- Sofia Carson in Tini - La nuova vita di Violetta
- Eva Lallier in La corte
- Sarah Lord in State of Play
- Antonia Thomas in Survivor
- Stacy Martin in Taj Mahal
- Camila Cabello in Cenerentola
- Sophie Kaouer in Tár
- Belissa Escobedo in Blue Beetle
- Odessa A'zion in Una torta per l'uomo giusto
- Jessica Williams in Road House
- Yoshira Escárrega in El diario
- Simone Ashley in Scatta l'amore
- Sasha Pieterse in The Image of You
- Ava DeMary in Sweethearts

### Film d'animazione
- Bambina Inuit in Koda, fratello orso
- Margo in Cattivissimo me, Cattivissimo me 2, Cattivissimo me 3
- Audrey in Lorax - Il guardiano della foresta
- Merida in Ribelle - The Brave e Ralph spacca Internet
- Nahoko Satomi in Si alza il vento
- GoGo Tomago in Big Hero 6
- Seta in Trolls
- Poppy in Trolls - Missione Vacanze, Trolls - Buone Feste in Armonia
- Menoa Bellucci in Digimon Adventure: Last Evolution Kizuna
- Isaki in Lu e la città delle sirene
- O-Ei in Miss Hokusai
- Twitchy in 100% lupo
- Izzy Hawthorne in Lightyear - La vera storia di Buzz
- Sae in The Deer King - Il re dei cervi
- Claire Nuñez in Trollhunters - L'ascesa dei Titani
- April O'Neil in Tartarughe Ninja - Caos mutante
- Margot Frank in Anna Frank e il diario segreto
- Ms. Marvel nei cortometraggi di Marvel Rising
- Hana Arai in Hana e Alice - Il caso di omicidio

### Televisione
- Demi Lovato in Camp Rock, Camp Rock 2: The Final Jam, Programma protezione principesse, As the Bell Rings, Sonny tra le stelle, Grey's Anatomy
- Carla Jeffery in Zombies, Zombies 2, Zombies 3
- Rose Williams in The Race - Corsa mortale, Sandition
- Amy Forsyth in The Path, Dear Edward
- Maia Mitchell in The Fosters, Good Trouble
- Jodie Comer in Killing Eve
- Bailee Madison in Good Witch
- Katherine McNamara in Shadowhunters
- Katie Findlay in Le regole del delitto perfetto
- Georgina Campbell in Krypton
- Katie Stevens in The Bold Type
- Molly Gordon in Animal Kingdom
- Vanessa Morgan in The Shannara Chronicles
- Krysta Rodriguez in Trial & Error
- Hannah Gross in Mindhunter
- Amy Forsyth in Rise
- Emma Dumont in Aquarius
- Sophie Lowe in The Returned
- Aisha Dee in Chasing Life
- Mae Whitman in Parenthood
- Danielle Campbell in The Originals
- Olivia Scriven in Degrassi: Next Class
- Bellamy Young in Peacemakers - Un detective nel West
- Daisy Waterstone in I Durrell - La mia famiglia e altri animali
- Claudia Jessie in Vanity Fair - La fiera delle vanità
- Freya Mavor in Skins
- Susan Wokoma in Crazyhead
- Paulina Vetrano in Once - Undici campioni
- María Pedraza in La casa di carta
- Erin Moriarty in Jessica Jones
- Paula Kober in Sissi
- Britt Robertson in Girlboss, For the People
- Keke Palmer in Rapita: il dramma di Carlina White
- Amy Manson in C'era una volta
- Lucía Gil in Lana, fashion blogger
- Kae Alexander in Collateral
- Sofia Carson in Pretty Little Liars: The Perfectionists
- Zoe Kravitz in High Fidelity
- Imogen Daines in Intergalactic
- Antonia Giesen in Inés dell'anima mia
- Nadja Sabersky in La casa tra le montagne
- Brandiss in Rimozione forzata
- Zoë Robins in La ruota del tempo
- Amber Grappy in The Baby
- Dalia Xiuhcoatl in Amore e vendetta - Zorro
- Serenay Sarıkaya in The Family
- Cara Delevingne in Carnival Row
- Sloane Avery in The Consultant
- Michelle Jenner in Berlino

### Cartoni animati
- Kamala Khan/Ms. Marvel in Avengers Assemble, Spider-Man, Marvel Super Hero Adventures
- Principessa Tiabeanie / "Bean" in Disincanto
- Bill Murphy in F Is for Family
- GoGo Tomago in Big Hero 6: La serie
- Catra in She-Ra e le principesse guerriere
- Charlie Stella del Mattino in Hazbin Hotel
- Cherri Bomb (canto) nel corto musicale Addict
- Poppy in Trolls - La festa continua!, Trolls: TrollsTopia
- Claire Nuñez in Trollhunters, 3 in mezzo a noi, I Maghi
- Merida in Sofia la principessa
- Wonder Woman in DC Super Hero Girls (corti)
- Haruka Ōyama in Mix: Meisei Story
- Strength in Black Rock Shooter: Dawn Fall
- Dafne in Arte
- Helga in Vinland Saga (stagione 1)
- Hizuru Minakata in Summer Time Rendering
- Harleene Quinzel/Harley Quinn in Batman: Caped Crusader
- Mora in Secret Level
- Nyaan in Mobile Suit Gundam GQuuuuuuX
- V in Murder Drones
- Panty in Panty & Stocking with Garterbelt

### Videogiochi
- Merida in Disney Infinity 2.0 (2014)[2]
- Rey Skywalker in Disney Infinity 3.0 (2015)[3]
- Lana Benton in Bye Sweet Carole

## Riconoscimenti
La Musa d'Oro 2024: Miglior Doppiatrice Cinema per Florence Pugh in Oppenheimer